# Jonathan Tinhan
Jonathan Tinhan, né le 1er juin 1989 à Échirolles, est un footballeur franco-béninois. Il évolue au poste de milieu de terrain, il commence sa carrière professionnelle au Grenoble Foot 38 en 2009 après être passé par le centre de formation du club. Après avoir joué deux ans à l'ESTAC Troyes, il revient à Grenoble en 2019 et met fin à sa carrière le 21 avril 2020.
Jonathan Tinhan a un titre à son palmarès, celui de champion de France obtenu en 2012 avec le Montpellier HSC.

## Biographie

### Carrière en club

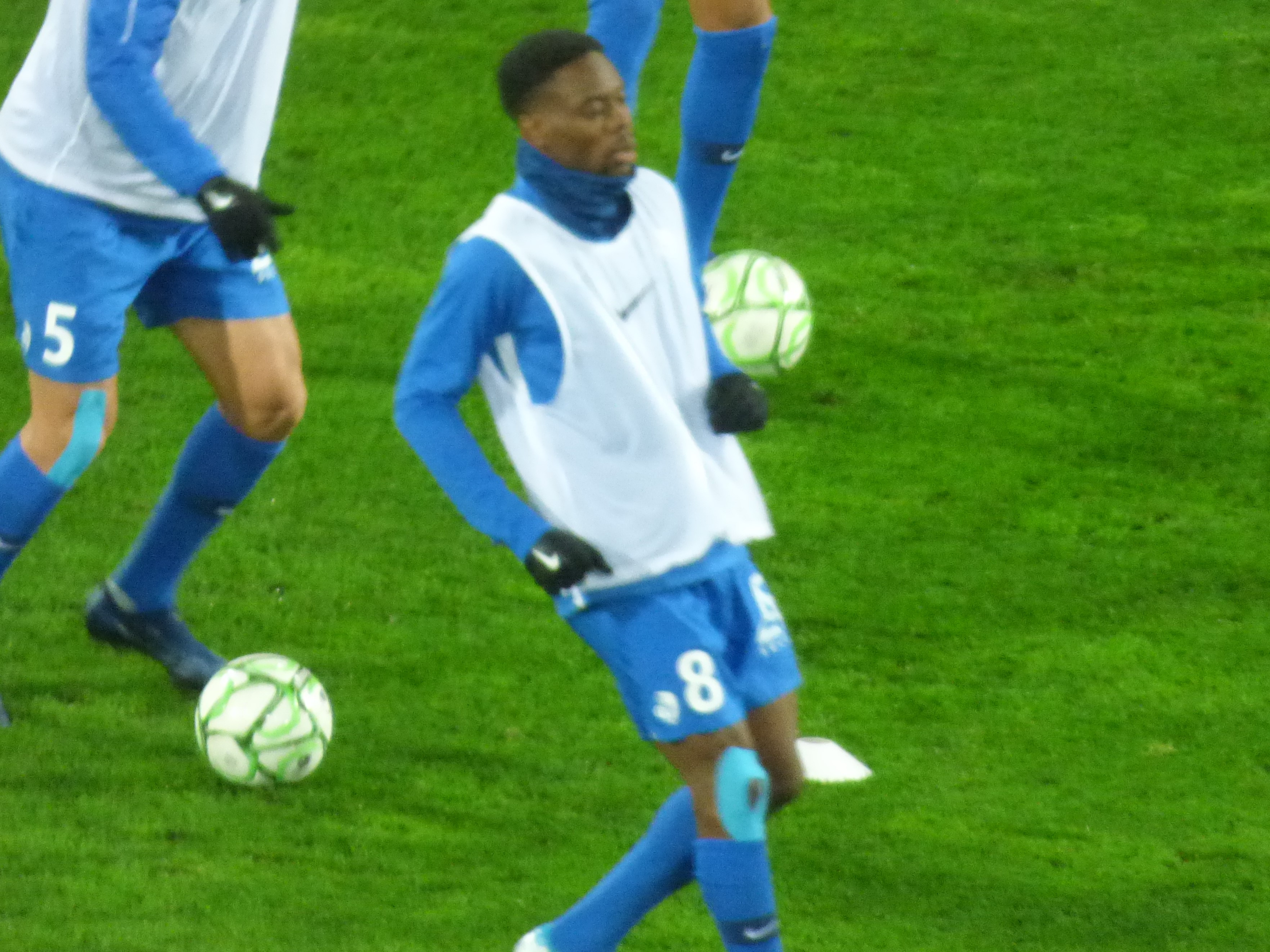
Jonathan Tinhan.

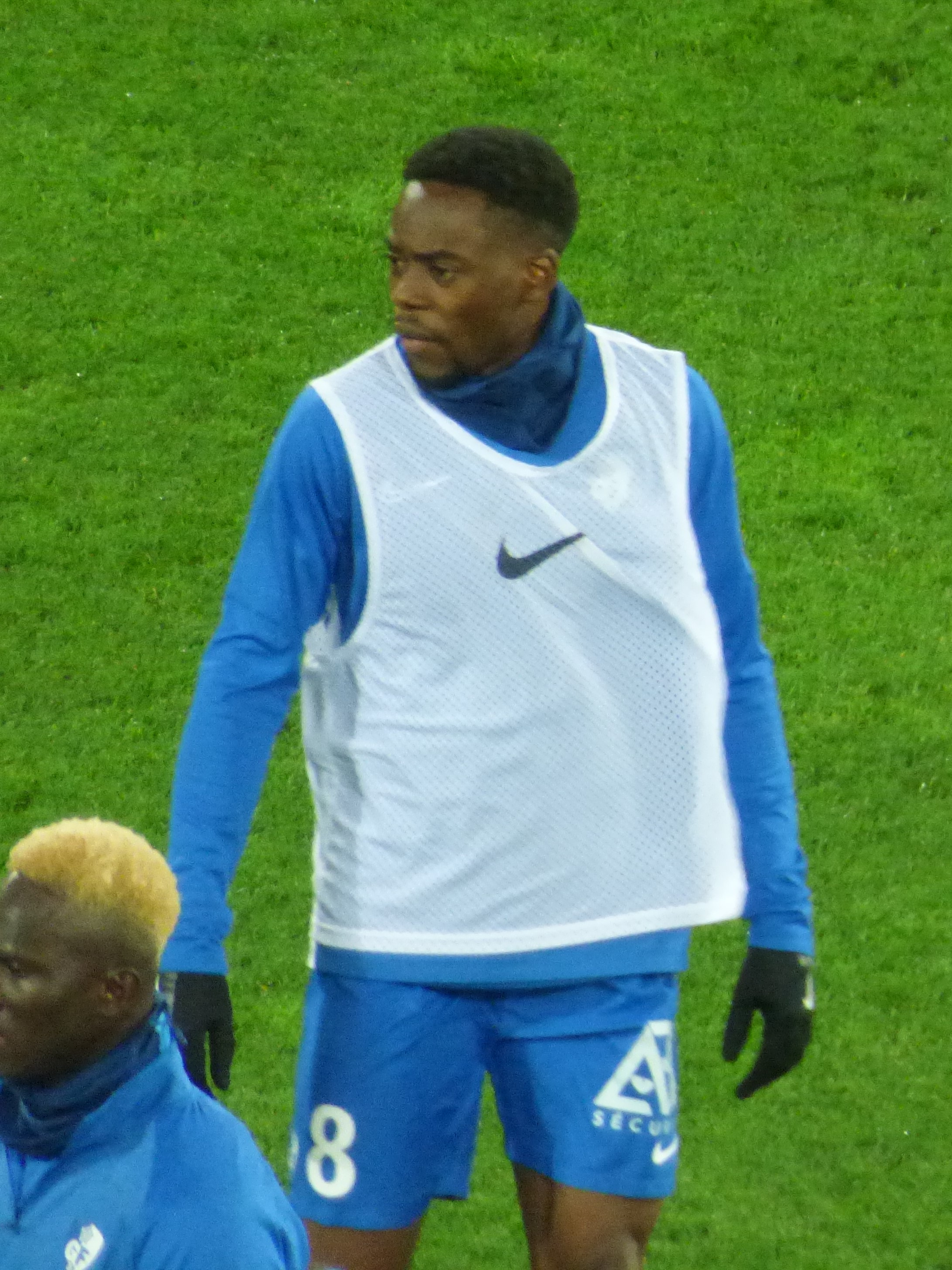
Match RC Lens-Grenoble. Jonathan Tinhan.

Formé au Grenoble Foot 38, il intègre le groupe professionnel à l'été 2009 pour les matchs amicaux de préparation. Auteur de trois buts, il tape dans l'œil de Mehmed Baždarević, l'entraineur grenoblois, qui lui fait signer son premier contrat professionnel.
Le 15 août 2009, il dispute son premier match professionnel en rentrant lors du match contre l'US Boulogne, pour le compte de la deuxième journée de Ligue 1.
En 2011, après avoir été laissé libre par Grenoble qui se trouve en liquidation judiciaire, il rejoint le Montpellier HSC. Il marque un but important le 31 octobre 2012 contre Bordeaux en 8e de finale de la Coupe de la Ligue. En janvier 2013, il est prêté à l'AC Arles-Avignon.
En juillet 2014, il signe au FC Istres, club de National.
Le 2 février 2015, il s'engage avec le Red Star. Lors de l'été suivant, il rejoint le Amiens SC, demeurant ainsi en National.Lors de la saison 2016-2017 il dispute les trois premières journées de championnat et ouvre son compteur lors de la troisième journée contre Niort.
Le 20 juin 2019, Tinhan retourne dans son club formateur, le GF38.
Le 21 avril 2020, il annonce sur les réseaux sociaux mettre un terme à sa carrière de joueur professionnel.

### Carrière internationale
Jonathan Tinhan est appelé en sélection béninoise, le 23 décembre 2009, par le sélectionneur Michel Dussuyer, afin de disputer la Coupe d'Afrique des Nations 2010. Mais Tinhan décline l'invitation pour raisons familiales.
Il est rappelé par Didier Ollé-Nicolle en octobre 2014 pour une rencontre le 13 novembre face au Maroc dans le cadre d'une rencontre amicale. Contrairement à 2009, il répond favorablement à l'invitation mais n'entre pas en jeu au cours du match.

## Palmarès
Montpellier HSC
- Champion de France : 2012

 Red Star FC
- Champion de France de National : 2015

## Statistiques
Auteur de quelques matchs lors de sa première saison en Ligue 1, c'est lors de la relégation du Grenoble F38 en Ligue 2 que Jonathan se fait une place dans le groupe isérois. À la suite de la liquidation judiciaire du club, il rejoint le Montpellier Hérault SC où il joue principalement avec la réserve, malgré quelques belles apparitions en Ligue 1. Le 20 mai 2012, il décroche le titre de champion de France avec le Montpellier Hérault SC malgré son petit nombre de matchs avec l'équipe première.
| Saison                | Club                    | Championnat           | Championnat | Championnat | Coupe nationale | Coupe nationale | Coupe de la Ligue | Coupe de la Ligue | Compétition(s) continentale(s) | Compétition(s) continentale(s) | Compétition(s) continentale(s) | Total | Total |
| Saison                | Club                    | Division              | M.          | B.          | M.              | B.              | M.                | B.                | Comp.                          | M.                             | B.                             | M.    | B.    |
| 2009-2010             | Grenoble Foot 38        | Ligue 1               | 6           | 0           | -               | -               | -                 | -                 | -                              | -                              | -                              | 6     | 0     |
| 2010-2011             | Grenoble Foot 38        | Ligue 2               | 20          | 3           | -               | -               | 1                 | 1                 | -                              | -                              | -                              | 21    | 4     |
| 2011-2012             | Montpellier HSC         | Ligue 1               | 4           | 1           | -               | -               | 1                 | 0                 | -                              | -                              | -                              | 5     | 1     |
| 2012-2013             | Montpellier HSC         | Ligue 1               | 1           | 0           | -               | -               | 2                 | 2                 | C1                             | 2                              | 0                              | 5     | 2     |
| 2012-2013             | AC Arles-Avignon (prêt) | Ligue 2               | 14          | 0           | -               | -               | -                 | -                 | -                              | -                              | -                              | 14    | 0     |
| 2013-2014             | Montpellier HSC         | Ligue 1               | 3           | 0           | 1               | 0               | -                 | -                 | -                              | -                              | -                              | 4     | 0     |
| 2014-2015             | FC Istres               | National              | 18          | 3           | 2               | 0               | 1                 | 0                 | -                              | -                              | -                              | 21    | 3     |
| 2014-2015             | Red Star FC             | National              | 10          | 0           | -               | -               | -                 | -                 | -                              | -                              | -                              | 10    | 0     |
| 2015-2016             | Amiens SC               | National              | 33          | 12          | 2               | 1               | -                 | -                 | -                              | -                              | -                              | 35    | 13    |
| 2016-2017             | Amiens SC               | Ligue 2               | 18          | 8           | 1               | 0               | 1                 | 0                 | -                              | -                              | -                              | 20    | 8     |
| 2016-2017             | ES Troyes AC            | Ligue 2               | 8           | 0           | -               | -               | -                 | -                 | -                              | -                              | -                              | 8     | 0     |
| Total sur la carrière | Total sur la carrière   | Total sur la carrière | 135         | 27          | 6               | 1               | 6                 | 3                 | -                              | 2                              | 0                              | 149   | 31    |

## Galerie

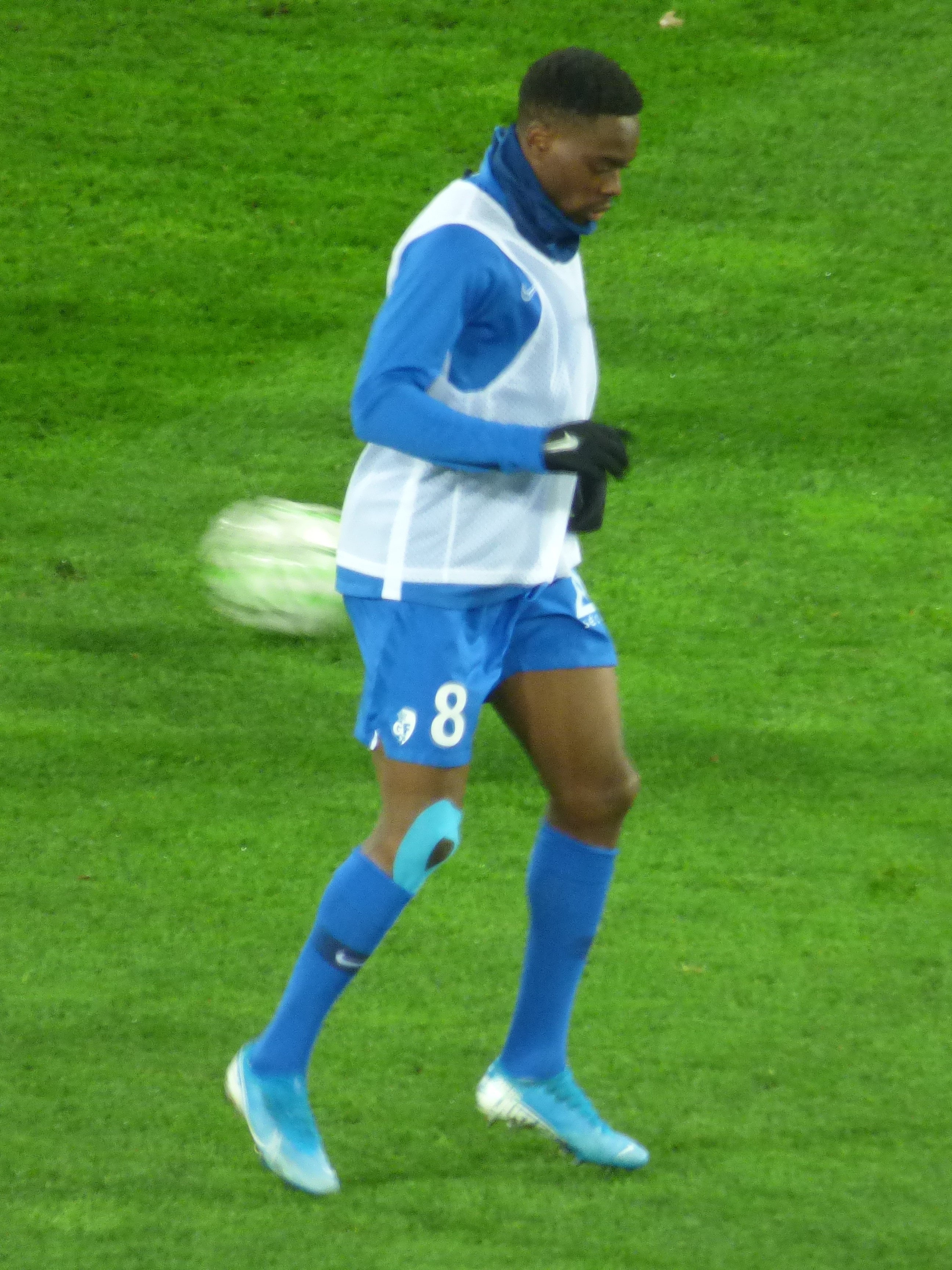
RC Lens-Grenoble Foot.
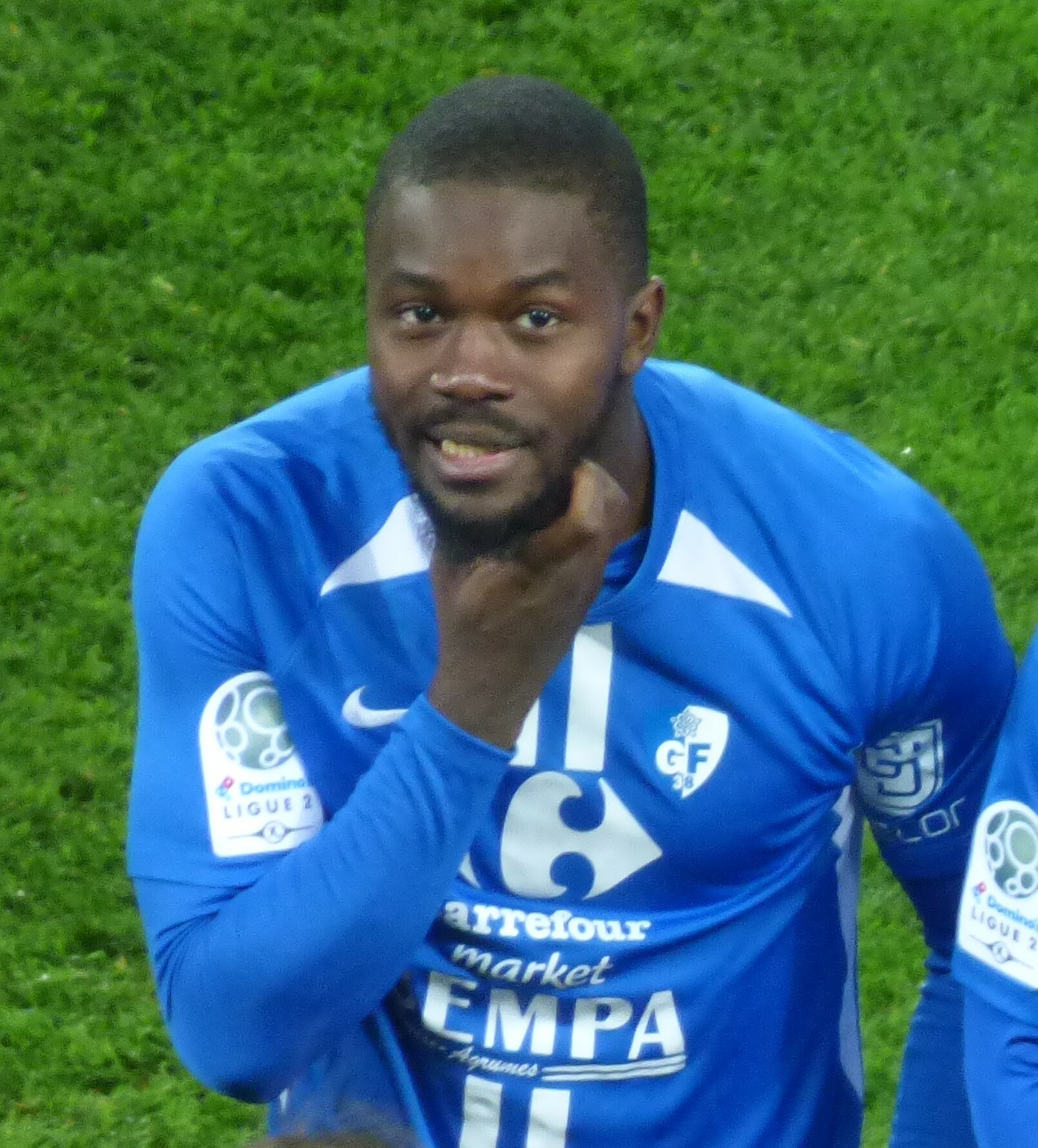
Jonathan Tinhan.